# Liste von Burgen, Schlössern und Festungen in der Republik Moldau

Diese Liste führt Burgen, Schlösser und Festungen in der Republik Moldau auf, auch Anlagen auf dem Gebiet des abtrünnigen Transnistrien (Pridnestrowien) sind mit aufgeführt. Die Anlagen sind meist mehrfach überformt und wurden teils stark erweitert bzw. verändert. Über einen Status als geschütztes Kulturgut ist nur wenig bekannt.
Viele moldauische Burgen aus dem Mittelalter (historische Gebiete waren z. B. Fürstentum Moldau, Bessarabien) liegen heute auf den Territorien Rumäniens und der Ukraine und sind hier nicht aufgeführt. Viele kulturhistorisch wertvolle Gebäude befinden sich in der Hauptstadt Chișinău. Einige davon könnten als Stadtpalais angesehen werden. Die moldauische Denkmalschutzbehörde AIRM weist 853 Baudenkmäler aus, darunter 49 Herrenhäuser von Bojaren, aber ohne Burgen, Schlösser, Festungen oder Stadtpalais gesondert aufzulisten. Mehrere Kloster bzw. Kirchen könnten wegen ihrer Wehrhaftigkeit und Lage als Kirchenburgen angesehen werden.

## Liste
| Name                                                                               | Ort                 | Typ                                              | Entstehungszeit/ Geschichte | Erhaltungszustand/ heutige Nutzung | Bild        |  |
| ---------------------------------------------------------------------------------- | ------------------- | ------------------------------------------------ | --- | --- | ----------- |  |
| Bischofssitz Bălți (Lage: 47° 45′ 58″ N, 27° 53′ 45″ O)                            | Bălți (Belzy, Belz) | Kirchenschloss, Bischofsresidenz                 | 1924–1934 als Residenz des Bischofs von Hotin von den Architekten A. Gabrielescu und A. Mihăiescu für den damaligen bessarabischen Bischof von Hotin, Visarion Puiu, errichtet. Die Residenz umfasst: den Bischofspalast, die Verwaltungsgebäude, das Torhaus. Die Architektur hat sich weitestgehend erhalten. | Erhalten, renoviert. Während der Sowjetzeit diente es als Verwaltungssitz eines agrarwissenschaftlichen Forschungsinstituts, seit 1991 Residenz des Bischofs von Bălți.                                                                                                  | mehr Bilder |  |
| Manuc Bey Palast (Lage: 46° 49′ 32″ N, 28° 34′ 57″ O)                              | Hîncești            | Neuzeitlicher Schloss-Komplex                    | Ab 1817 im Auftrag des armenischen, und in Bukarest lebenden Diplomaten Emanuel Mârzayan (romanisiert Manuc Bey oder Manuc Bei) (* 1767 in Russe, † Chişinău 1817) erbaut, aber erst von seinem Sohn Murat und Enkel Gregory fertiggestellt.                                                                    | Gebäudekomplex bestehend aus Palast, dem Jagdschloss der Gräfin Çadır, dem Gerichtsvollzieher Haus, einem Wartturm und weiterer Gebäude; mehrfach stark beschädigt (u. a. Erdbeben 1986), 2013–15 umfangreiche Sanierung, Schloss ist Kulturdenkmal der Republik Moldau. | mehr Bilder |  |
| Castelul Mimi (Lage: 46° 53′ 30″ N, 29° 17′ 31″ O)                                 | Bulboaca            | Neuzeitliches Schloss mit ursprünglichem Weingut | Zwischen 1893 und 1901 auf dem Land seiner Familie im Auftrag des späteren Diplomaten und Weinbauers Constantin A. Mimi erbaut; Formen des Klassizismus und Historismus, wohl erstes moldauisches Gebäude in Stahlbeton; anfangs überwiegend als Weingut genutzt.                                               | 2011–2016 saniert, Hotel- und Restaurantkomplex, Weingut, Museum und Kunstgalerie; gelistet als nationales Kulturdenkmal | [ 6 ]       |  |
| → Festung Schehr al-Jadid (Festung Orhei) (Lage: 47° 18′ 19″ N, 28° 57′ 49″ O)     | Orheiul Vechi       | Festung, Zitadelle, Stadtburg                    | Um 1360 als tatarische Stadtburg und Zitadelle erbaut, nach Abzug der Goldenen Horde 1369 unter Kontrolle des moldauischen Fürsten, 2. Hälfte des 15. Jh. Bojaren-Sitz, 1510 durch Krimtataren zerstört. | Mauerzüge und Umfassungsmauern mit Ruinen der Ecktürme wurden restauriert. | mehr Bilder |  |
| Festung Soroca (Burg Soroca, Burg Olihonia) (Lage: 48° 9′ 40″ N, 28° 18′ 20″ O)    | Soroca              | Kastellburg                                      | Ab 1545 zur Zeit der zweiten Herrschaft von Petru Rareș an Stelle einer älteren Motte aus Holz erbaut. | Erhalten, renoviert, 5 Zinnentürme: Die Burg Soroca weist vier Rundtürme und einen quadratischen Turm (Bergfried) auf, die in einem Pentagramm zueinander stehen und in einer kreisrunden Burgmauer eingebunden sind; jetzt durch Kegeldächer geschützt.                 | mehr Bilder |  |
| Festung Tighina (Festung Bender, Burg Bender) (Lage: 46° 50′ 17″ N, 29° 29′ 15″ O) | Bender              | Niederungsburg zur Festung ausgebaut             | 1408 urkundlich, ausgebaut Anfang des 16. Jh. unter Fürst Ștefan cel Mare, nach osmanischer Eroberung 1538: Mitte des 16. Jh. unter Süleyman I. und Nachfolger zur Festung ausgebaut. | Erhalten, Museum, mit Münchhausen-Kugel | mehr Bilder |  |
| Festung Tiraspol (Lage: 46° 50′ 4″ N, 29° 35′ 33″ O)                               | Tiraspol            | Festung                                          | 1792 unter dem russischen Feldherrn Alexander Suworow als Festung erbaut, daraus hat sich die Stadt Tiraspol entwickelt. | Nur kleine Reste teilweise als Ruinen erhalten, der Rest wurde überbaut. | mehr Bilder |  |

## Verweise und Anmerkungen
1. ↑  Puiu war später als Metropolit der Bukowina in den Holocaust verstrickt. Siehe dazu: Visarion Puiu in der englischen Wikipedia